# Wessjoly (Adygeja, Maikopski, Kamennomostskoje)
Wessjoly (russisch Весёлый) ist ein Dorf (chutor) in Südrussland. Es gehört zur Republik Adygeja und hat 14 Einwohner (Stand 2019).